# Kællsjø sogn
Kællsjø sogn i Halland var en del af Faurås herred. Kællsjø distrikt dækker det samme område og er en del af Falkenbergs kommun. Sognets areal er 25,01 kvadratkilometer, heraf land 24,13. I 2020 havde distriktet 263 indbyggere. Byen Kællsjø ligger i sognet.
Navnet (1330'erne Kätilryt) stammer fra en gård. Navnet består af to dele. Den første del er mannsnavnet Kettil (Kjeld). Den sidste del var i 1330'erne ryd (fra rydning), men er fra omkring 1577 genfortolket til sø. 